# Polizia di frontiera della Bosnia ed Erzegovina
La Polizia di frontiera della Bosnia ed Erzegovina (alfabeto latino: Granična policija BiH, alfabeto cirillico: in cirillico: Гранична полиција БиХ?) è una delle forze di polizia nazionali della Bosnia ed Erzegovina, posta alle dipendenze del ministero della sicurezza.

## Storia
Il corpo viene istituito il 9 febbraio 2000, con il nome di Servizio Statale alla Frontiera, in virtù di una legge voluta da Wolfgang Petritsch, alto rappresentante nel Paese e nei mesi successivi la Presidenza emana vari decreti attuativi per l'organizzazione del corpo, che entra in servizio il 6 giugno del 2000.
Il processo di acquisizione delle competenze alla frontiera, precedentemente in mano alle autorità delle entità e dei cantoni, ha termine il 30 settembre 2002, con l'istituzione dell'unità a presidio del confine a Strmica.
Con l'istituzione del ministero della sicurezza nel 2004 l'agenzia vi viene integrata come sua divisione e il 18 aprile 2007 assume il nome corrente e il titolo di forza di polizia.
Nel 2025 le autorità della Repubblica Srpska hanno annunciato l'intenzione di istituire nuovamente un proprio corpo di polizia di frontiera, ritenendo l'istituzione di un corpo nazionale come contraria agli accordi di Dayton, parte della crisi politica che ha caratterizzato il territorio a maggioranza etnica serba nel periodo.

## Servizio
La polizia di frontiera vigila sul confine nazionale e sugli 83 valichi di frontiera del Paese, di cui 55 a uso internazionale e 28 per traffico locale: da essa dipendono anche i servizi di guardia costiera del piccolo sbocco marittimo dello Stato presso Neum.